# Kregolišče
Kregolišče este o localitate din comuna Sežana, Slovenia, cu o populație de 13 locuitori.